# Thematic Emanation of Archetypal Multiplicity
A Thematic Emanation of Archetypal Multiplicity: Soundtracks for Scientists of Occult Synchretism című album, a Blut aus Nord nevű francia black metal zenekar 2005-ben kiadott EP-je. Az album a Candlelight Records gondozásában jelent meg először önállóan, majd egy duplalemezes csomagban a The Work Which Transforms God album újrakiadásával együtt.

## Az album dalai
1. Enter (The Transformed God Basement) – 4:47
2. Level-1 (Nothing Is) – 7:59
3. Level-2 (Nothing Is Not) – 7:11
4. Level-3 (Nothing Becomes) – 7:15
5. Exit (Towards The Asylum) – 1:01

## Közreműködők

### Blut aus Nord
- Vindsval – vokál, gitár
- W.D. Feld – dobgép, elektronika, billentyű
- GhÖst – basszusgitár

### Vendég zenészek
- Thomas Hooten – a „Level-2 (Nothing Is Not)” dalban
- Kuan Shih Yin – a „Level-3 (Nothing Becomes)” dalban